# 깍두기

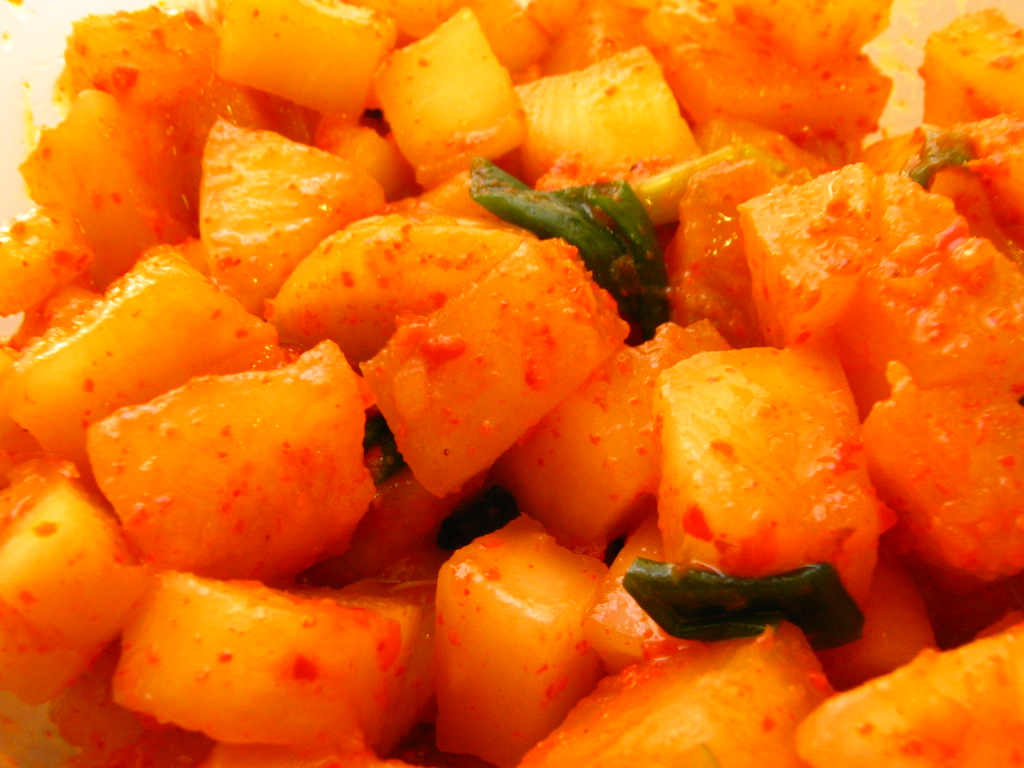
깍두기

깍두기는 한국 요리에서 무로 담근 김치의 일종이다. 김치를 담글 때 일반적으로 쓰이는 재료가 다 들어가지만, 무가 배추를 대신한다. 깍두기는 한국인에게 배추김치와 더불어 인기있는 반찬이다. 1940년에 발간된 《조선요리학》에서 깍두기는 정조의 딸 숙선옹주가 개발한 음식이라고 소개하고 있다. 어원은 각독기(독을 제거해준다)에서 유래되었다고 한다.

## 같이 보기
- - 섞박지

## 담그는 방법
깍두기를 담그려면, 먼저 무를 작은 장방형으로 깍둑썰기하고, 소금과 고춧가루, 파, 생강 등으로 간을 한다. 무와 다른 재료를 서로 섞은 후에, 장독이나 서늘하고 건조한 곳에서 약 2주 동안 발효시킨다.
깍두기는 차갑게 해서 먹고, 일반적으로 무가 너무 무르기 전에 아삭아삭할 때 먹는다. 깍두기는 다른 종류의 김치와 함께 한국에서 인기가 있으며, 발효해서 생기는 김치류의 영양을 공통적으로 가지고 있다.

## 이색적인 깍두기
감동젓깍두기는 무를 골패 모양으로 썰어서 자하젓 또는 곤쟁이젓이라고 불리는 새우젓과 배, 낙지, 오이, 파, 잣, 밤, 전복 등과 버무려 칼칼한 맛이 나게 한다. 그 밖에 배추 속대와 미나리, 실파, 표고버섯, 석이 그리고 생굴, 북어, 새우, 해삼 등을 넣기도 한다. 본래 감동젓깍두기는 서울음식으로 귀하게 여겨 선물로 주고 받기도 하였다. 해물이 들어가 쉽게 상하기 때문에 담근 후 1주일 후에는 먹어야 한다.

## 같이 보기
- 음식디미방